# Dasybasis vetusta
Dasybasis vetusta är en tvåvingeart som först beskrevs av Walker 1848.  Dasybasis vetusta ingår i släktet Dasybasis och familjen bromsar. Inga underarter finns listade i Catalogue of Life.